# Edwin Armstrong
Edwin Howard Armstrong (Chelsea, Manhattan, Nueva York, 18 de diciembre de 1890-Nueva York, 1 de febrero de 1954) fue un ingeniero e inventor estadounidense que desarrolló la radiodifusión por modulación de frecuencia y el sistema receptor superheterodino. Poseía 42 patentes y recibió numerosos premios, incluida la primera Medalla de Honor otorgada por el Instituto de Ingenieros de Radio (ahora, IEEE), la Legión de Honor francesa, la Medalla Franklin de 1941 y la Medalla Edison de 1942. Fue incluido en el Salón de la Fama de Inventores Nacionales y también en la lista de grandes inventores de la Unión Internacional de Telecomunicaciones.[cita requerida]

## Primeros años
Armstrong nació en el distrito de Chelsea de la ciudad de Nueva York, y fue el mayor de los tres hijos de John y Emily (Smith) Armstrong. A los ocho años, Armstrong contrajo la Corea de Sydenham, un trastorno infeccioso neurológico poco frecuente, pero grave, precipitado por la fiebre reumática. Durante el resto de su vida, Armstrong sufrió un tic físico exacerbado por la emoción o el estrés. Debido a esta enfermedad, se retiró de la escuela pública y recibió instrucción en su casa por dos años. Para mejorar su salud, la familia Armstrong se mudó a una casa con vista al río Hudson. El tic de Armstrong y el tiempo perdido de la escuela lo llevaron a retraerse socialmente.
Desde muy pequeño, Armstrong mostró interés en los dispositivos eléctricos y mecánicos, en particular los trenes. Le encantaban las alturas y construyó una torre de antena improvisada en el patio trasero que incluía una guindola para elevarse a lo largo de su longitud, para preocupación de los vecinos. Gran parte de su investigación inicial se realizó en el ático de la casa de sus padres.
En 1909, Armstrong se matriculó en la Universidad de Columbia, en la ciudad de Nueva York, donde se convirtió en miembro del Capítulo Epsilon de la fraternidad de ingeniería Theta Xi, y estudió con el Profesor Michael Pupin, inventor de las bobinas de carga de telefonía, en los Laboratorios Hartley, una unidad de investigación separada en Columbia. Otro de sus instructores, el profesor John Harold Morecroft, más tarde recordó que Armstrong estaba intensamente centrado en los temas que le interesaban, pero algo indiferente al resto de sus estudios. Armstrong desafió la sabiduría convencional y se apresuró a cuestionar las opiniones de profesores y pares. En un caso, contó cómo engañó a un instructor que no le gustaba para que recibiera una descarga eléctrica severa. También hizo hincapié en lo práctico sobre lo teórico, afirmando que el progreso era más probablemente el producto de la experimentación y el razonamiento que el cálculo matemático y las fórmulas de la "física matemática".
Armstrong se graduó en la Universidad de Columbia en 1913, donde obtuvo el título de ingeniero eléctrico. Un año antes, descubrió los principios de lo que el llamó "realimentación regenerativa", que fue la base de su circuito oscilador. Lee De Forest, también inventor, afirmaba que él había desarrollado ese circuito, por lo que sostuvieron un larga disputa jurídica, hasta que la Corte Suprema de los Estados Unidos falló a favor de De Forest en dos ocasiones. En 1917, durante la Primera Guerra Mundial, Armstrong sirvió en el Cuerpo de Señales (Signals Corp) de la Armada Estadounidense, primero como capitán y luego como comandante. Después de graduarse de la universidad, fue designado como asistente de laboratorio en la Universidad de Columbia, después de lo cual trabajó nominalmente como asistente de investigación, por un salario de $ 1 al año, bajo la supervisión de Michael Pupin. A diferencia de la mayoría de los ingenieros, Armstrong nunca se convirtió en un empleado corporativo. Estableció un laboratorio de investigación y desarrollo independiente autofinanciado en la Universidad de Columbia, y poseía sus patentes directamente.
En 1934, ocupó la vacante dejada por la muerte de John Harold Morecroft, y fue nombrado profesor de ingeniería eléctrica en la Universidad de Columbia, cargo que ocupó por el resto de su vida.

## Desarrollos tecnológicos
Armstrong inventó la radio en Frecuencia modulada (FM). También inventó el circuito regenerativo (mientras que era un joven estudiante en la Universidad de Columbia, y patentado en 1914), el circuito Súper-regenerativo (patentado en 1922), y el receptor superheterodino (patentado en 1918).
Muchas de las invenciones de Armstrong fueron reclamadas por otros en última instancia en pleitos de patente. La vida de Armstrong es tanto una historia sobre los grandes inventos que él realizó como una tragedia acerca de los derechos reclamados por otros sobre esos mismos inventos.
En particular, el circuito regenerador, que Armstrong patentó en 1914 fue posteriormente patentado por Lee De Forest en 1916. De Forest vendió entonces los derechos de su patente a AT&T. Entre 1922 y 1934, Armstrong se encontró envuelto en una guerra por las patentes, entre él, RCA, y Westinghouse por un lado, y De Forest y AT&T en el otro. Este pleito de patentes fue el litigio más largo hasta la fecha, 12 años. Armstrong ganó el primer "round" del pleito, perdió el segundo, y quedó "en tablas" en un tercero.

El Tribunal Supremo de los Estados Unidos, concedió a De Forest la patente de la regeneración en lo que hoy se cree que fue un malentendido de los hechos técnicos por el Tribunal Supremo.
Incluso mientras que el pleito del circuito de regeneración continuaba, Armstrong creó otra invención significativa: la modulación de la frecuencia (FM), que fue patentada en 1933. En vez de variar la amplitud de una onda de radio para crear un sonido, el método de Armstrong variaba la frecuencia de la onda portadora.
Los receptores de radio de FM demostraron generar un sonido mucho más claro y libre de parásitos atmosféricos que los de amplitud modulada (AM), dominante de la radio en ese momento.
Para probar la utilidad de la tecnología de FM, Armstrong movió influencias con éxito ante la Comisión Federal de Comunicaciones (FCC) para crear una banda de radio en FM, entre 42 y 49 MHz.
A principios de los años 40, poco antes del comienzo de la Segunda Guerra Mundial, Armstrong entonces ayudó a poner en marcha un número pequeño de potentes estaciones de radio en FM en los estados de Nueva Inglaterra, conocido como la red Yankee. Armstrong había comenzado un camino para convencer a los Estados Unidos de que la radio en FM era superior a la de AM y esperaba recoger derechos de patente por cada radio con tecnología FM vendida.
Alrededor de junio de 1945, la Corporación de Radio de América, (RCA) había presionado fuerte a la FCC sobre la asignación de las frecuencias para la nueva industria de la televisión. Aunque ellos negaron malas artes, David Sarnoff y RCA maniobraron para conseguir que la FCC moviera el espectro de radio FM desde la banda de 42 a 49 MHz, a la de 88 a 108 MHz, mientras que conseguían que los nuevos canales de televisión fueran asignados en el rango de los 40 MHz.
Consecuentemente, esto dejó a todos los sistemas FM de la era de Armstrong sin uso, mientras que protegía el amplio mercado de radio en AM de RCA. La red de radio de Armstrong no sobrevivió al cambio de frecuencia a la banda las altas frecuencias; la mayoría de los expertos creen que la tecnología de FM fue retrasada décadas por la decisión de la FCC.
Además, RCA reclamó y consiguió su propia patente en tecnología FM, y ganó, en última instancia, el pleito por la patente que subsistía entre ellos y Edwin Armstrong, dejando a Armstrong sin capacidad para demandar derechos por las radios de FM vendidas en los Estados Unidos. El constante debilitamiento de la Yankee Network (Red Yankee) y la lucha por las patentes que lo dejaron sin un centavo destruyeron a Armstrong emocionalmente.
En este estado, Armstrong se suicidó el 31 de enero de 1954 saltando por la ventana de su apartamento, en el piso 13, deprimido por lo que él vio como el fracaso de su invención de la radio en FM. En su nota de suicidio decía a su esposa: "Que Dios te ayude y tenga piedad de mi alma".
Su segunda esposa y viuda Marion continuó la lucha por la patente contra RCA, y finalmente la obtuvo en 1967. Después de la muerte de Armstrong transcurrieron décadas para que la radio FM se igualara y sobrepasara la saturación de la AM, y todavía le falta para hacerse lo suficientemente económica para sus radiodifusores. Edwin Armstrong fue elegido de manera póstuma para figurar en la lista de los "grandes" de la electricidad junto a figuras tales como Alexander Graham Bell, Nikola Tesla,  Marconi y Michael Pupin, por la Unión Internacional de Telecomunicaciones (UIT) en Ginebra.